# Після (фільм)
«Після» (англ. After) — американський мелодраматичний фільм від режисера Дженні Гейдж за однойменним романом письменниці Анни Тодд. Головні ролі у фільмі виконали Джозефін Ленґфорд та Гіро Файнс-Тіффін. Фільм в США вийшов на екрани 12 квітня 2019 року. В Україні — 18 квітня 2019 року.

## Сюжет
Їхня випадкова зустріч перевертає все. Вона — дивна студентка і зразкова дочка, а він — зухвалий та привабливий бунтар з непростим минулим. І насправді настільки несхожих людей у світі не знайти. Але це знайомство розділить життя закоханих на до і після…

## Виробництво
У 2014 році компанія Paramount Pictures придбала права на екранізацію сюжету книг серії «Після». Сьюзен Макмартін написала сценарій, а Дженніфер Гибгот взяла на себе відповідальність за продюсування фільму. Розвиток проєкту йшов не швидко. У 2017 році Анна Тодд не хотіла продовжувати термін дії контракту, повернувши права собі. Але незабаром вона продала права невеликій студії, де б вона могла бути більше залучена в процес виробництва і мати більше контролю над знімальним процесом. Сьюзен Макмартін, яка до цього була сценаристом «Після», залишила проєкт в середині 2017 року. Тамара Честна була найнята для внесення оновлень в сценарій, написаний Макмартін. Відповідальність за остаточну версію сценарію взяла на себе режисер фільму, Дженні Гейдж.
Продюсерами картини стали Марк Кентон і Кортні Соломон компанії CalMaple Films, а також Дженніфер Гибгот з Offspring Entertainment. Фінансуванням фільму зайнялися CalMaple, Voltage Pictures і Diamond Film Productions. Також до продюсування підключилися Арон Левітц з Wattpad, Анна Тодд і Денніс Пеліно з CalMaple. Виконавчими продюсерами «Після» були позначені Медоу Вільямс і Свен Теммел з Diamond Films, Адам Шенкман з Offspring Entertainment, Ніколас Чартье і Джонатан Дектер з Voltage, Скотт Керол з CalMaple і Ерік Лерман з Wattpad.

## Кастинг
У січні 2018 року почалися прослуховування на головні ролі у фільмі «Після». На роль Гардіна розглядалися такі актори, як Ніколас Голіцин, Еш Стаймест і Грегг Салкін, на роль Тесси — акторки Даніель Роуз Расселл, Ліллі Ван дер Мер і Шарлотта Маккі. Для продюсерів пріоритетом була обов'язкова хімія між акторами. Після декількох місяців прослуховувань 8 травня 2018 року видання Variety офіційно анонсувало, що Джулія Голден Теллес і англійський актор Гіро Файнс-Тіффін зіграють головні ролі у стрічці. Вибір підтвердила Анна Тодд, зачарована їх хімією. Але в червні 2018 року Джулія Голден Теллес у відкритому листі поінформувала фанатів, що не зможе взяти участь у фільмі «Після» у зв'язку з конфліктом у її розкладі. У тому ж місяці видання Deadline анонсувало ім'я нової виконавиці ролі Теси Янг — Джозефін Ленгфорд.
|            | «Я дуже схвильована тим, що я є частиною „Після“ і маю можливість втілити в життя Тессу». |
| — Джозефін |                                                                                           |

Прослуховування на другорядні ролі почалися у квітні 2018 року. Потрапити в проєкт спробували Деббі Раян, Барбі Ферейра і Блейк Майкл. 20 липня стало відомо, що співачка Піа Міа виконає у фільмі роль Трістан (дівчини; однак у книгах серії «Після» Трістан — це хлопець). 21 липня до касту приєднався Семюел Ларсен, щоб виконати роль Зеда Іванса. 24 липня було анонсовано, що Пітер Галлагер зіграє батька Гардіна, Кена Скотта. 25 липня до акторського складу стрічки приєдналася Дженніфер Білз, щоб виконати роль Карен Гібсон. 30 липня було оголошено, що роль Керол, матері головної героїні, виконає Сельма Блер. Роль професора Сото дісталася Медоу Вілліамс (в книзі цей персонаж є чоловіком, але через недобір жіночих персонажів фільм зазнав зміни).

## Зйомки
Зйомки фільму «Після» повинні були початися у квітні 2018 року у Ванкувері, Британська Колумбія. Але оскільки у квітні ще тривали прослуховування на головні ролі в картині, зйомки були відкладені. 8 травня, після оголошення головних акторів, було анонсовано, що зйомки почнуться в червні, в Бостоні, Массачусетс. Однак через зміни акторки на головну роль, зйомки знову довелося відкласти. У червні 2018 року продюсер Дженніфер Гибгот підтвердила, що зйомки офіційно розпочнуться 16 липня в Атланті, Джорджія. Виробництво фільму було завершено 25 серпня 2018 року.

## Реліз
Спочатку прем'єра була призначена до Дня всіх закоханих у 2019 році (14 лютого), але внаслідок зміни студії дату відклали. Прем'єра фільму «Після» компанії Aviron Pictures відбулася в США 12 квітня 2019 року.

## Маркетинг
Тизер-трейлер фільму «Після» став доступний для перегляду в мережі 21 листопада 2018 року.

## У ролях
| Актор              | Роль          |
| ------------------ | ------------- |
| Джозефін Ленґфорд  | Тесса Янг     |
| Гіро Файнс-Тіффін  | Гардін Скотт  |
| Шейн Пол Макгі     | Лендон Гібсон |
| Семюел Ларсен      | Зед Іванс     |
| Хадіджа Ред Сандер | Стеф Джонс    |
| Свен Теммел        | Джейс         |
| Інанна Саркіс      | Моллі Семюелс |
| Пітер Галлагер     | Кен Скотт     |
| Дженніфер Білз     | Карен Скотт   |
| Піа Міа            | Трістан       |
| Медоу Вільямс      | Професор Сото |
| Ділан Арнольд      | Ноа Портер    |
| Сельма Блер        | Керол Янг     |